# Begijnhof van Cambrai

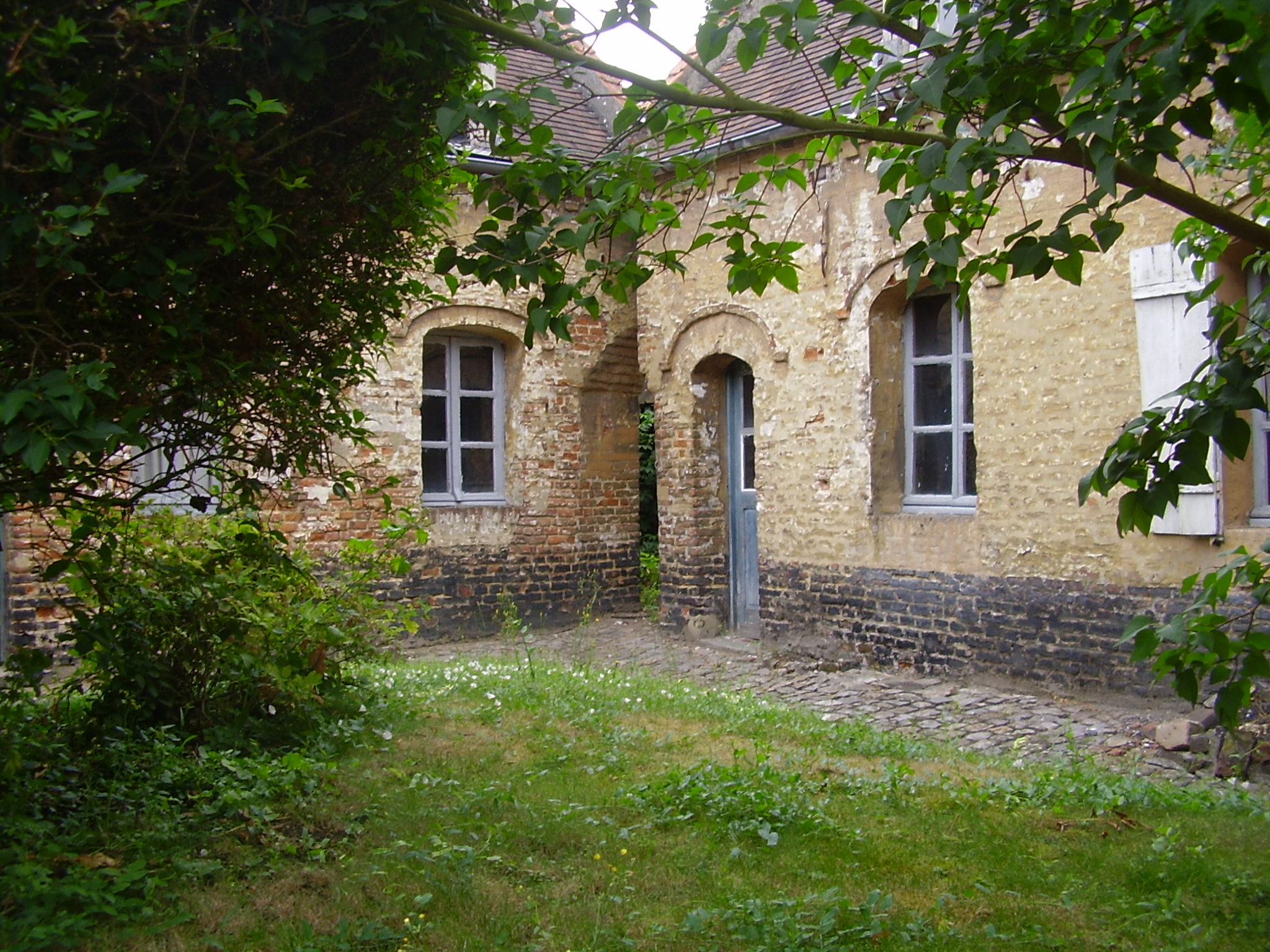
Hoek van de binnenplaats

Het Begijnhof Saint-Vaast et Saint-Nicolas is een begijnhof in de Noord-Franse stad Cambrai (Kamerijk).
Het begijnhof Saint-Vaast werd gesticht in 1354. Het begijnhof Saint-Nicolas, vlakbij, sloot zich daarbij aan tijdens de Franse Revolutie.
De laatste begijn vertrok in 1997.